# مارك لويس (لاعب كرة مضرب)
مارك لويس (بالإنجليزية: Mark Lewis)‏ هو لاعب كرة مضرب نيوزيلندي، ولد في 27 مايو 1961 في أوكلاند في نيوزيلندا.